# Konditorei Buchwald

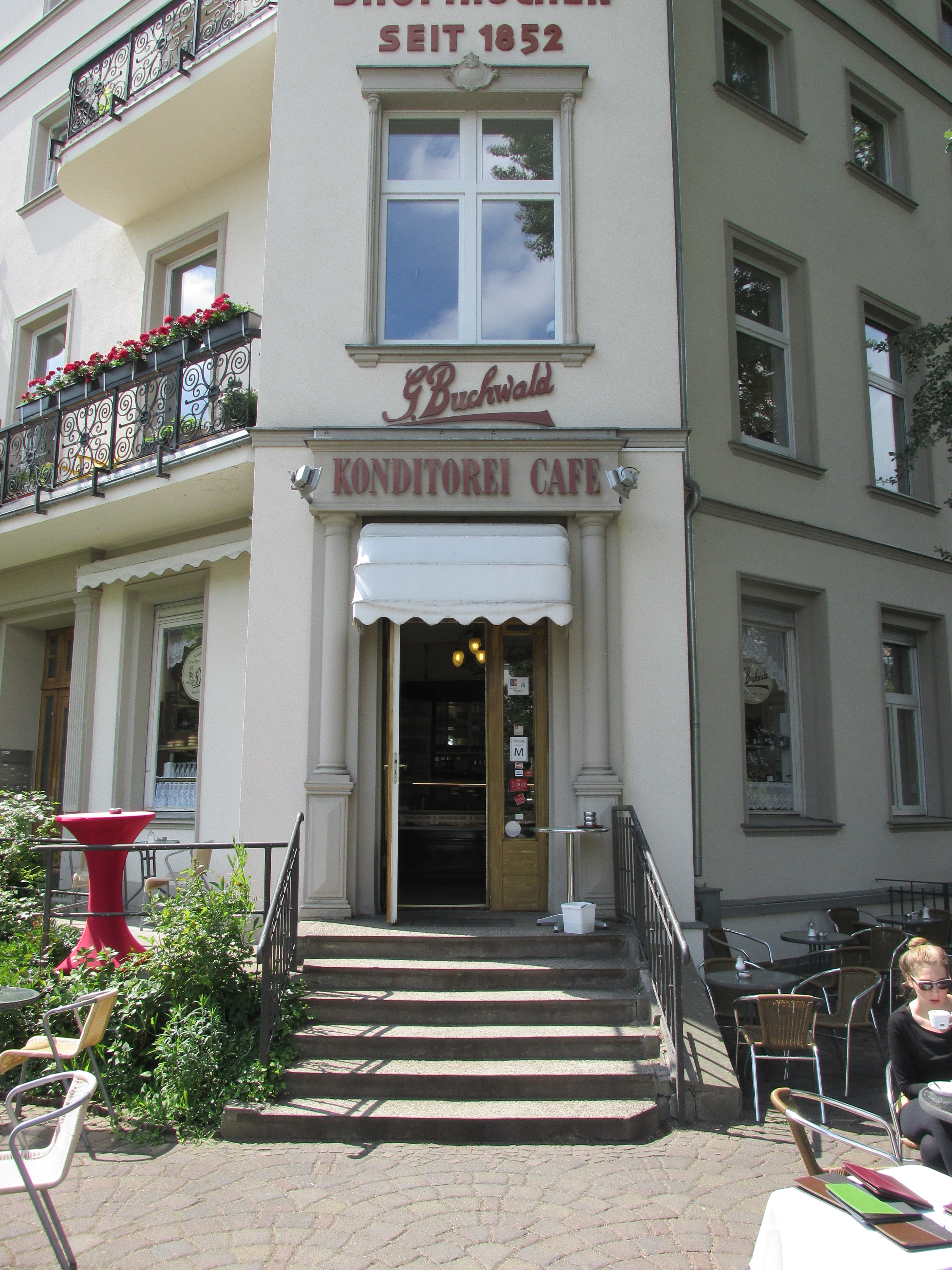
Konditorei Buchwald in der Bartningallee

Die Konditorei Buchwald ist eine der ältesten erhaltenen Konditoreien Berlins. Sie befindet sich in der Bartningallee 29 in Berlin-Hansaviertel.

## Geschichte
Nach einer Bäckerlehre in Polen eröffnete Gustav Buchwald 1852 in der Sandower Straße 4 in Cottbus eine Konditorei, die sich auf Baumkuchen spezialisierte. 1883 wurde er offizieller „königlich preußischer Hoflieferant“. Um die Jahrhundertwende kaufte Buchwalds Sohn Gustav Buchwald junior das Haus Brückenallee 18 (heute Bartningallee 29) im damals neu entstehenden Hansaviertel. 1933 vererbte er das Geschäft an seine Großnichte Käthe Dielitz. 1939 musste die Konditorei schließen und eröffnete nach dem Zweiten Weltkrieg in dem teilweise zerstörten Haus neu. 1993 übernahm ihre Tochter Ursula Kantelberg den Laden. Bereits seit 1950 hatte sie in der Konditorei gearbeitet und nach ihrer Meisterprüfung 1963 die Leitung der Backstube übernommen. Seit 2015 leitet Ursula Kantelbergs Tochter Andrea Tönges die Konditorei.

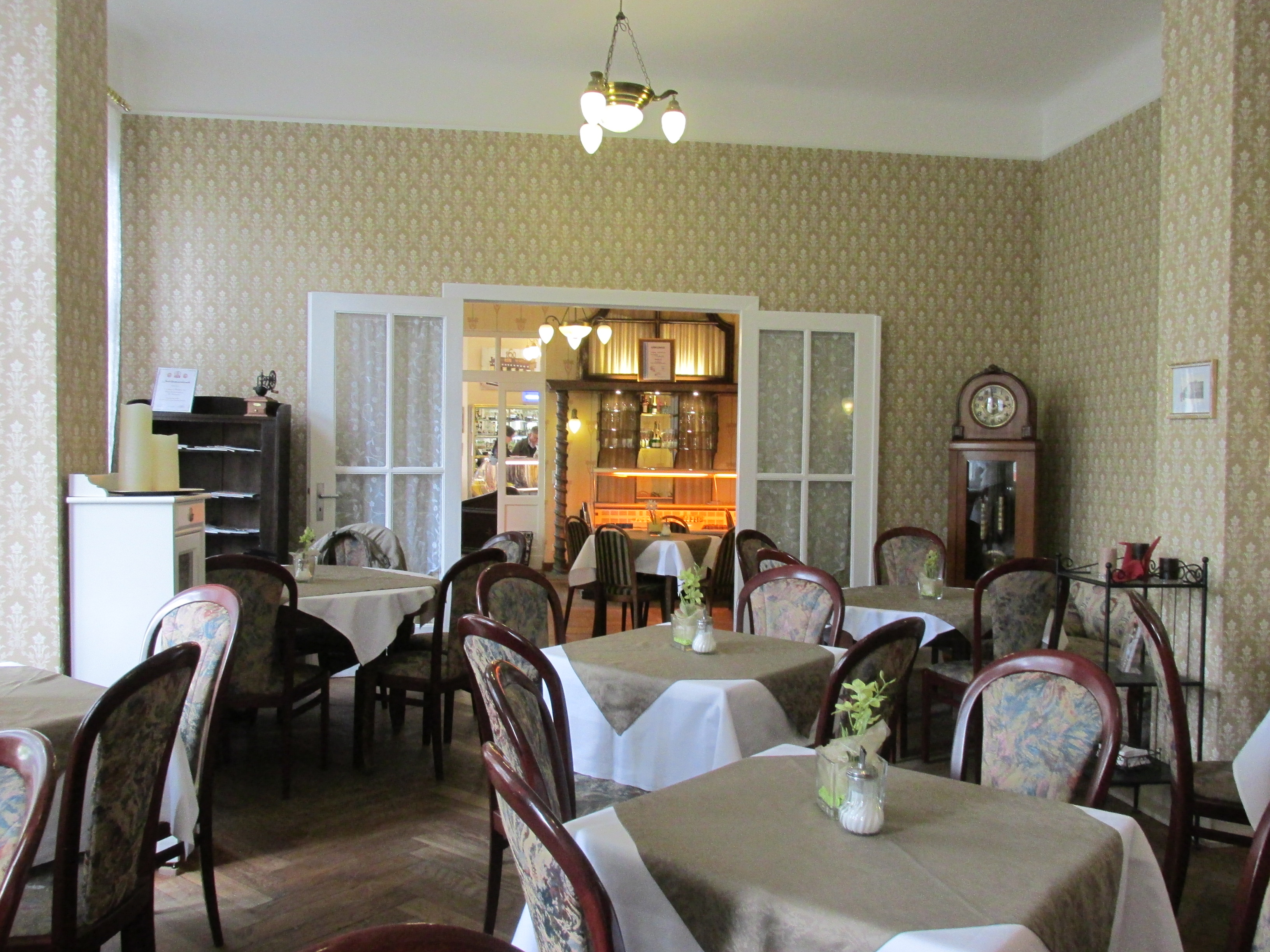
Innenansicht Konditorei Buchwald